# Поршур-Туклинское (сельское поселение)
Поршур-Туклинское — упразднённое муниципальное образование со статусом сельского поселения в составе Увинского района Удмуртии.
Административный центр — деревня Поршур-Тукля.
Образовано в 2005 году в результате реформы местного самоуправления.
Законом Удмуртской Республики от 17.05.2021 № 48-РЗ к 30 мая 2021 года упразднено в связи с преобразованием муниципального района в муниципальный округ.

## Географические данные
Находится на востоке района, граничит:
- на западе с Сям-Можгинским сельским поселением
- на юге с Ува-Туклинским, Увинским и Каркалайским сельскими поселениями
- на востоке с Мушковайским сельским поселением
- на северо-востоке с Новомултанским сельским поселением
- на северо-западе с Селтинским районом

По территории поселения протекают реки Ува и её приток Изейка.

## Население
| 2010  | 2012  | 2013  | 2014  | 2015  | 2016  | 2017  |
| ----- | ----- | ----- | ----- | ----- | ----- | ----- |
| 1891  | ↘1872 | ↗1876 | ↘1855 | ↘1849 | ↘1840 | ↗1851 |
| 2018  | 2019  | 2020  |       |       |       |       |
| →1851 | ↗1852 | ↗1877 |       |       |       |       |

## Населенные пункты
| Название     | Тип населённого пункта          | Население 2007 год | Почтовый индекс | ОКАТО       |
| ------------ | ------------------------------- | ------------------ | --------------- | ----------- |
| Поршур-Тукля | Деревня, административный центр | 870                | 427251          | 94244850001 |
| Возеншур     | Деревня                         | 135                | 427251          | 94244875005 |
| Пуштовай     | Деревня                         | 30                 | 427251          | 94244875002 |
| Старая Тукля | Деревня                         | 45                 | 427251          | 94244850002 |
| Темкино      | Выселок                         | 20                 | 427251          | 94244875003 |
| Узей-Тукля   | Деревня                         | 637                | 427251          | 94244875001 |

## Экономика
- ООО КФХ «Шафис»
- ООО «Увамясопром»
- ООО СОП филиал «Поршур»

## Объекты социальной сферы
- МОУ «Поршурская средняя общеобразовательная школа»
- МОУ «Узей-Туклинская средняя общеобразовательная школа»
- МДОУ «Поршурский детский сад»
- МДОУ «Узей-Туклинский детский сад»
- 2 библиотеки
- 3 фельдшерско-акушерских пункта
- 3 клуба
- Узей-Туклинский дом ремёсел